# Gjovalin Paci
Gjovalin Paci (ur. 13 czerwca 1958 w Szkodrze, zm. 6 lipca 2018 w Tiranie) – albański malarz, pochodzenia włoskiego.

## Życiorys
Pochodził z rodziny włoskiej, która z Florencji przeniosła się do Szkodry. Jako malarz był samoukiem. W latach 1978–1994 pracował jako dekorator i fotograf. Jednym z ulubionych motywów jego twórczości był albański folklor - baśnie i legendy północnej Albanii. Był jednym z pierwszych artystów albańskich, którzy w okresie transformacji ustrojowej prezentowali swoje dzieła w Galerii Komisji Europejskiej w Brukseli. W stolicy Belgii zaprezentował serię portretów z motywem Matki Teresy z Kalkuty. W roku 2008 w Galerii Iris w Szkodrze zaprezentował cykl prac poświęconych twierdzy Rozafat i podaniom z nią związanym. W 2012, w czasie obchodów 100-lecia niepodległości Albanii w Narodowym Muzeum Historycznym w Tiranie zaprezentował wystawę 100 portretów z motywem Skanderbega. Pozostawił po sobie ponad 4 tysiące dzieł, w większości obrazów olejnych albo obrazów wykonanych na tkaninach.